# Felipe Neri Medina Córdova
Felipe Neri Medina Córdova (n. 26 de mayo de 1797 en Danlí), fue un Abogado y político de inclinación liberal, Consejero Encargado de Honduras entre el 13 - 15 de abril de 1839, siendo este el período ejecutivo más corta en la historia de Honduras. 

## Biografía
Felipe Neri Medina Córdova, nació el 26 de mayo de 1797, en la localidad de Danlí, según la Constitución del Estado de 1825, la ciudad pertenecía al entonces Departamento de Olancho, Estado de Honduras.
Felipe Neri era hijo del matrimonio habido entre el señor Ignacio Medina Valderas y la señora Petrona Córdova Idíaquez, empresarios mineros y hacendados de la localidad de Danlí; su madre Petrona Córdova Idíaquez era hija de José Santiago Fernández de Córdova Aranda y María Francisca Idiáquez; por otro lado maternal su abuelo José Santiago Fernández era hijo de Tomás Fernández de Córdova y Micaela Aranda, vecinos de Tegucigalpa. Mientras su padre Ignacio era originario de Danlí y en varias ocasiones fue Intendente de la ciudad.
Felipe Neri, ingreso a realizar sus estudios en 1810 en el Colegio Seminario de Guatemala, seguidamente continuó los estudios superiores en la Universidad de San Carlos de Guatemala donde obtendría el título de abogado, al regreso a su país se hizo miembro del Partido Liberal, Felipe contrajo nupcias con Dolores Serafín Gómez en la ciudad de  Comayagua.
| Fecha                                        | Cargo                                                   |
| Consejero Encargado Juan Francisco de Molina | Consejero Encargado Juan Francisco de Molina            |
| -------------------------------------------- | ------------------------------------------------------- |
| 1838 1839 (enero 12)                         | Diputado a la Asamblea Nacional Legislativa de Honduras |
| 1839 (enero 12) 1839 (abril 13)              | Consejero y Ministro                                    |
| Consejero Encargado                          |                                                         |
| 1839 (abril 13) 1839 (abril 15)              | Consejero encargado                                     |

## Consejero encargado del Poder Ejecutivo
Sucedió que el presidente en funciones Juan Francisco de Molina abandono la administración del estado, debido a la derrota de los ejércitos de Nicaragua y Honduras contra El Salvador el 5 de abril de 1839, los ejércitos salvadoreños al mando del general unionista Francisco Morazán no tenía vacilaciones; Molina dejó el poder a su Consejero Felipe Neri Medina Valderas Córdova, quien dos días después lo entregaría a Juan José Alvarado un 15 de abril, siendo este el período ejecutivo más fugaz en la historia de Honduras. 
El problema presidencial concluyó una vez nombrándose al general José Francisco Zelaya y Ayes como Presidente
Debido a la inclinación liberal de Felipe Neri, este vivió por varios años exiliado en Guatemala. Se desconoce la fecha de su fallecimiento.